# Alprénolol
L'alprénolol est un bêtabloquant non sélectif ainsi qu'un antagoniste des récepteurs 5-HT1A et 5-HT1B. Il est utilisé dans le traitement de l'angine de poitrine. Il n'est plus commercialisé aujourd'hui par AstraZeneca et n'est plus vendu en France. A l'étranger, il peut toujours être obtenu auprès d'autres sociétés pharmaceutiques sous forme de générique.